# مارثا روكويل
مارثا روكويل (بالإنجليزية: Martha Rockwell)‏ هي متزحلقة أمريكية، ولدت في 26 أبريل 1944 في بروفيدنس في الولايات المتحدة.

## وصلات خارجية
- مارثا روكويل على موقع أوليمبيديا (الإنجليزية)
- مارثا روكويل على موقع قاعة فيرمونت للمشاهير الرياضية (الإنجليزية)